# Porichthys pauciradiatus
Porichthys pauciradiatus is een straalvinnige vissensoort uit de familie van kikvorsvissen (Batrachoididae). De wetenschappelijke naam van de soort is voor het eerst geldig gepubliceerd in 1963 door Caldwell & Caldwell.